# Prokljuvani (Csázma)
Prokljuvani (1981-ig Prokljuvani Glogovnički) falu Horvátországban Belovár-Bilogora megyében. Közigazgatásilag Csázmához tartozik.

## Fekvése
Belovártól légvonalban 25, közúton 36 km-re délnyugatra, községközpontjától légvonalban 4, közúton 6 km-re északnyugatra, Cerina és Bosiljevo között fekszik. Határának nyugati részét erdők, keleti részét termőföldek teszik ki, délről a Csázma-folyó határolja.

## Története
A térség török uralom alóli felszabadítása után a 17. században telepítették be. 1774-ben az első katonai felmérés térképén „Dorf Proklijuvany” néven szerepel. A Horvát határőrvidék részeként a Kőrösi ezredhez tartozott. Lipszky János 1808-ban Budán kiadott repertóriumában „Proklyuvani” néven szerepel.  Nagy Lajos 1829-ben kiadott művében ugyancsak „Prokljuvani” néven 20 házzal, 125 katolikus vallású lakossal találjuk. 1809 és 1813 között francia uralom alatt állt.
A katonai közigazgatás megszüntetése után Magyar Királyságon belül Horvátország része, Belovár-Kőrös vármegye Csázmai járásának része lett. A településnek 1857-ben 136, 1910-ben 149 lakosa volt. 1918-ban az új szerb-horvát-szlovén állam, majd később Jugoszlávia része lett. 1941 és 1945 között a németbarát Független Horvát Államhoz, majd a háború után a szocialista Jugoszláviához tartozott. A fiatalok elvándorlása miatt lakossága csökkent. 1991-től a független Horvátország része. A délszláv háború idején mindvégig horvát kézen maradt. 2011-ben 49 lakosa volt, akik főként mezőgazdaságból éltek.

## Lakossága
| Lakosság változása | Lakosság változása | Lakosság változása | Lakosság változása | Lakosság változása | Lakosság változása | Lakosság változása | Lakosság változása | Lakosság változása | Lakosság változása | Lakosság változása | Lakosság változása | Lakosság változása | Lakosság változása | Lakosság változása | Lakosság változása |
| ------------------ | ------------------ | ------------------ | ------------------ | ------------------ | ------------------ | ------------------ | ------------------ | ------------------ | ------------------ | ------------------ | ------------------ | ------------------ | ------------------ | ------------------ | ------------------ |
| 1857               | 1869               | 1880               | 1890               | 1900               | 1910               | 1921               | 1931               | 1948               | 1953               | 1961               | 1971               | 1981               | 1991               | 2001               | 2011               |
| 136                | 153                | 121                | 136                | 169                | 149                | 145                | 159                | 151                | 143                | 127                | 121                | 73                 | 44                 | 48                 | 49                 |